# ننت فبری
نَنِت فَبرِی (انگلیسی: Nanette Fabray؛ زادهٔ ۲۷ اکتبر ۱۹۲۰ - درگذشته ۲۲ فوریه ۲۰۱۸) یک هنرپیشه اهل ایالات متحده آمریکا بود. وی بین سال‌های ۱۹۲۴ تا ۱۹۹۷ میلادی فعالیت می‌کرد.

## گزیده فیلمشناسی
از فیلم‌ها یا برنامه‌های تلویزیونی که وی در آن نقش داشته‌است می‌توان به آثار زیر اشاره کرد.
- زندگی خصوصی الیزابت و اسکس (۱۹۳۹)
- واگن دسته موزیک (۱۹۵۳)
- پایان خوش (فیلم ۱۹۶۹) (۱۹۶۹)
- زمان شروع (مجموعه تلویزیونی) (۱۹۶۰)
- آن‌سوی آینه (۱۹۶۶)
- سالگرد مبارک و خداحافظ (۱۹۷۴)